# Rednal

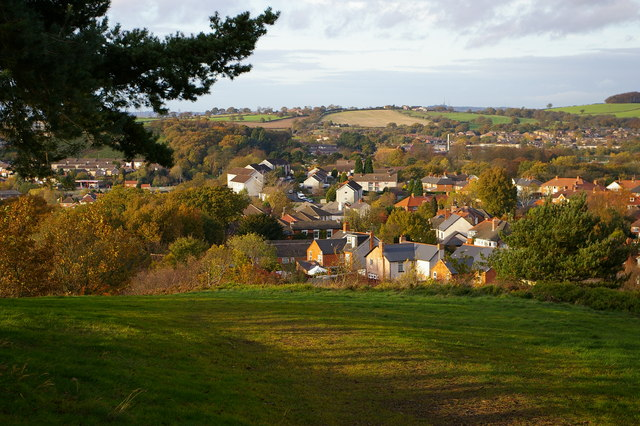
Visuale della collina di Rednal, le case del paese in primo piano.

Rednal è un sobborgo situato a 14,2 chilometri a sud-ovest dalla metropoli Birmingham, nella contea di West Midlands, in Inghilterra.
Vi sono approssimativamente 2 000 abitanti.

## Storia
Le prime testimonianze di persone vissute in zona risalgono all'età della pietra, quando un uomo del neolitico perse una punta di freccia di selce. La punta della freccia è a forma di foglia e risale certamente a più di 4000 anni fa. Tutti i ritrovamenti di questo genere sono in mostra presso il Museo di Birmingham.
I Romani costruirono una strada nei pressi del paese, la quale sarebbe stata utilizzata per il trasporto del sale e altri beni per gli accampamenti romani a Worcester e Metchley, vicino a dove si trova l'attuale Birmingham Queen Elizabeth Hospital. Sarebbe stata utilizzata anche come un percorso militare da parte dei soldati romani. Nel 1963 una moneta romana è stata trovata nei pressi del Rednal Hill School da Janet e Stephen Harris. La moneta è stata coniata durante il regno dell'imperatore Antonino Pio che governò sul territorio romano e britannico dal 138 al 161. La piccola moneta è stata creata in ottone e il suo valore dovrebbe essere pari a circa il prezzo di una pagnotta di pane.
Rednal era conosciuta con il nome anglosassone Wreodan Healh, il cui significato è "macchia inglese". Il nome è stato menzionato su fonti scritte risalenti fino all'849.
Nel 1917 la società Austin Aero costruì un aeroporto vicino a Rednal, proprio sul lato opposto della strada Lickey e a nord-est del Cofton Hackett Park. L'aeroporto è stato utilizzato per i voli aerei dalla fabbrica di aeromobili Cofton Hackett. Tra il 1939 e il 1945 la fabbrica ha prodotto principalmente Hawker Hurricane e Short S.29 Stirling.
In preparazione per la Seconda Guerra Mondiale, sono stati scavati a fianco Rednal dei profondi rifugi, nel 1936, capienti fino a 15 000 persone. I rifugi erano grandi abbastanza da far entrare autocarri da 3 tonnellate. Sono stati principalmente destinati ad essere utilizzati come rifugi antiaerei, anche se vi sono state installate alcune macchine utensili, consentendo, in tal modo, di continuare a lavorare.

## Geografia

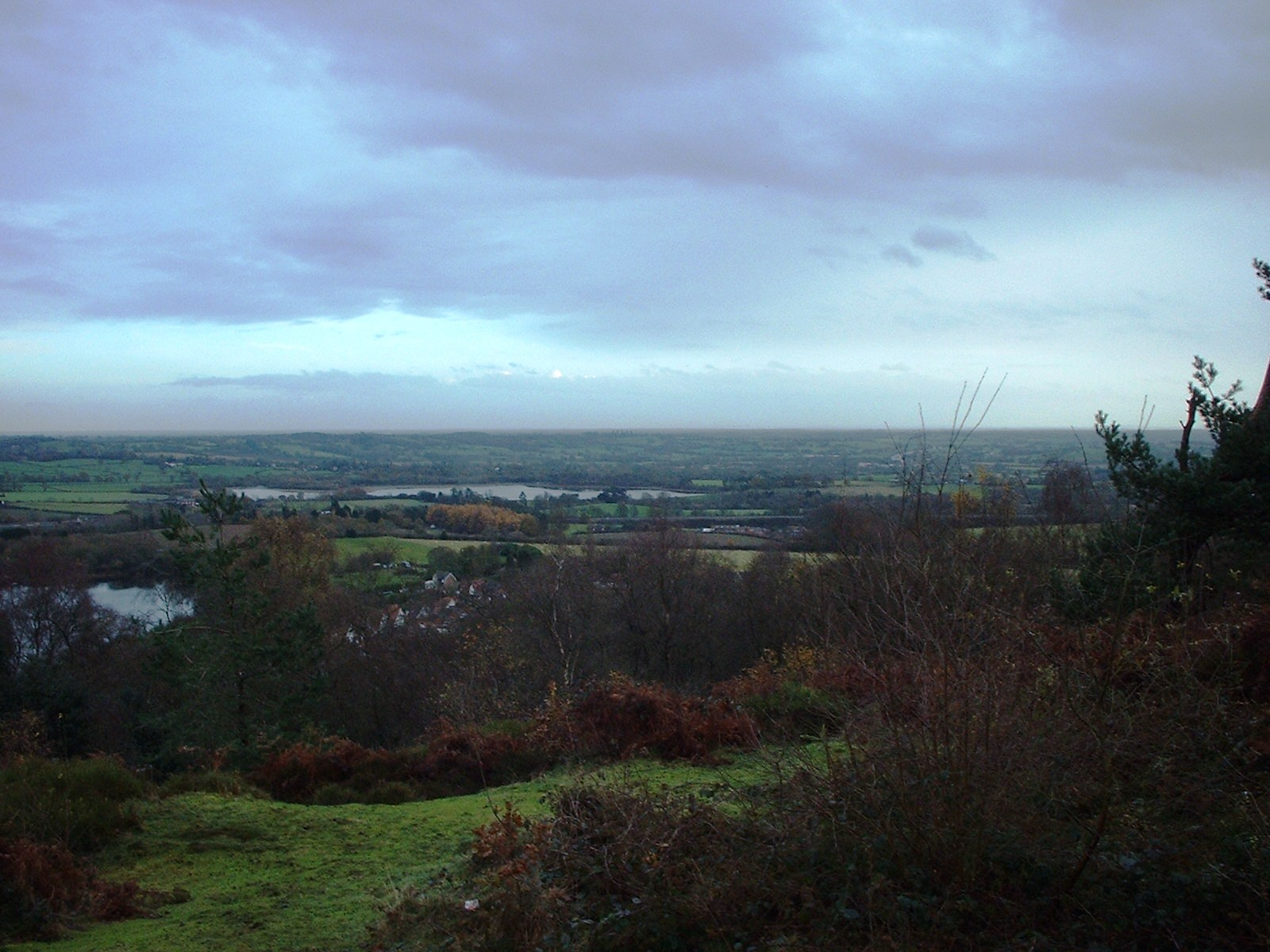
Vista sul villaggio di Cofton Hackett, da Bilberry Hill

È situato in un triangolo formato a nord e nord-ovest da Rubery e il Bristol Road sud, a sud-est dall'ex fabbrica di auto MG Rover e, a sud, dalle colline di Lickey e dal Cofton Hackett Park.
L'area collinare è di rilevante interesse geologico a causa dell'età e la gamma delle rocce. La sequenza stratigrafica, che è alla base per la peculiarità del territorio, del paesaggio e degli habitat, comprende:
- roccia verde di Barnt - tufo archeozoico e rocce sedimentarie vulcaniche
- quarzite di Lickey - una quarzite cambriana
- creta di Keele - un'argilla carbonifera
- breccia di Clent - una breccia permiana

## Educazione

### Scuola primaria
La maggior parte dei bambini più piccoli frequentano la Rednal Hill Junior/Infantil School della contrada Irwin o la vicina Lickey Hills Primary School in via Old Birmingham, con un corpo docente di 40 insegnanti. La scuola fornisce nursery e servizi primari per i circa 440 bambini di età compresa tra i 3 e gli 11 anni.

### Scuola secondaria
Non esiste una scuola secondaria a Rednal, quindi la maggior parte dei bambini di età superiore frequenta o la Colmers Farm School and Sport College o la Waseley Hills High School, nella vicina Rubery. La Waseley Hills High School ha circa 970 alunni tra cui 123 è nella fase "sixt form college".